# Місяць неділь
Місяць неділь (англ. A Month of Sundays) — американський фільм 2001 року.

## Сюжет
Історія дівчинки — підлітка, яка викрадає свого дідуся щоб уникнути його насильницької відправки в будинок престарілих. Втеча переростає в пошук сина, який зник багато років тому.

## У ролях
- Род Стайгер — Чарлі Маккейб
- Селлі Керкленд — Кетрін Санта-Крус
- Майкл Паре — Томас Маккейб
- Ді Воллес-Стоун — Сара Маккейб
- Ел Сап'єнза — Стівен Маккейб
- Селлі Стразерс — Оніда Рой
- Джеймі Фарр — Пар Сандквіст
- Коріна Марі — Бідді Маккейб
- Джеффрі Тотт — Джеремі Маккейб
- Джон Кеподіс — Sleeper Man
- Мішель Данкер — молода Сара Маккейб
- Дуайт Армстронг — Майкл
- Карен Армстронг — дівчина у прокаті автомобілів
- Бонні Бейлі-Рід — медсестра у коридорі
- Мері Бучер — Барбара
- Кевін Бріф — Денні
- Джей Ер Касія — офіціантка 2
- Сьюзен Кардільо — медсестра
- Тара Каррара — молода дівчина
- Ноель Конлон — суддя
- Кейсі Т. Еванс — офіціант
- Дж. Алан Холл — охоронець
- Марк Харарі — молодий Томас Маккейб
- Філ Хаггінс — парковщик
- Райан Джеймс — молодий Томас
- Т'Еріка Дженкс — офіціантка
- Білл Кемп — Роб
- Майя Кенік — пасажирка
- Проміс Райан — медсестра
- Роуді Мецгер — бармен
- Карл Морріс — уболівальник
- Філ Пітерс — провідник
- Джуд Прест — Біллі
- Джуді Енн Прайс — Лінда
- Беррі Сігізмонді — злий батько
- Джоан Бенедікт — доктор Стенз
- Терренс Стоун — Річ
- Т.Дж. Сторм — таксист
- Джон Тіммонс — Ральф Курц
- Шеллі Вайсс — Spirits Coach
- Річард Віллграбс — містер Джонсон